# Taça Brasil de Futsal de 2010
A Taça Brasil de Futsal de 2010 foi a trigésima sétima edição da copa brasileira dessa modalidade. Dez equipes participaram da competição, disputada em três fases.

## Equipes participantes
| - Malwee/Cimed - V&M Minas - Copagril/Faville - A.D. Tigre - Macau Futsal - Carlos Barbosa - Krona Futsal - Moita Bonita - Horizonte Futsal - Corinthians/São Caetano |

## Primeira fase

#### Grupo A
| Pos | Equipes          | Pts | J | V | E | D | GP | GC | SG |
| --- | ---------------- | --- | - | - | - | - | -- | -- | -- |
| 1   | Krona Futsal     | 10  | 4 | 3 | 1 | 0 | 11 | 6  | +5 |
| 2   | V&M Minas        | 9   | 4 | 3 | 0 | 1 | 13 | 4  | +9 |
| 3   | Moita Bonita     | 4   | 4 | 1 | 1 | 2 | 7  | 10 | -3 |
| 4   | A.D. Tigre       | 3   | 4 | 1 | 0 | 3 | 3  | 8  | -5 |
| 5   | Horizonte Futsal | 3   | 4 | 1 | 0 | 3 | 7  | 13 | -6 |

#### Grupo B
| Pos | Equipes                 | Pts | J | V | E | D | GP | GC | SG  |
| --- | ----------------------- | --- | - | - | - | - | -- | -- | --- |
| 1   | Carlos Barbosa          | 12  | 4 | 4 | 0 | 0 | 17 | 3  | +14 |
| 2   | Corinthians/São Caetano | 7   | 4 | 2 | 1 | 1 | 7  | 4  | +3  |
| 3   | Malwee/Cimed            | 6   | 4 | 2 | 0 | 2 | 14 | 12 | +2  |
| 4   | Copagril/Faville        | 4   | 4 | 1 | 1 | 2 | 8  | 7  | +1  |
| 5   | Macau Futsal            | 0   | 4 | 0 | 0 | 4 | 3  | 23 | -20 |

## Fase eliminatória
|  | Semifinais              | Semifinais              | Semifinais     |                |                         | Final                   | Final | Final |  |
|  |                         |                         |                |                |                         |                         |       |       |  |
|  | Krona Futsal            | Krona Futsal            | 3              |                |                         |                         |       |       |  |
|  | Krona Futsal            | Krona Futsal            | 3              |                |                         |                         |       |       |  |
|  | Corinthians/São Caetano | Corinthians/São Caetano | 4              |                |                         |                         |       |       |  |
|  | Corinthians/São Caetano | Corinthians/São Caetano | 4              |                | Corinthians/São Caetano | Corinthians/São Caetano | 4     |       |  |
|  |                         |                         |                |                | Corinthians/São Caetano | Corinthians/São Caetano | 4     |       |  |
|  |                         |                         | Carlos Barbosa | Carlos Barbosa | 3                       |                         |       |       |  |
|  | V&M Minas               | V&M Minas               | Carlos Barbosa | Carlos Barbosa | 3                       | 2 (6)                   |       |       |  |
|  | V&M Minas               | V&M Minas               |                |                |                         |                         |       |       |  |
|  | Carlos Barbosa          | Carlos Barbosa          | 2 (7)          |                |                         |                         |       |       |  |

## Premiação

#### Campeão
| Campeão da Taça Brasil de 2010      |
| São Paulo                           |
| ----------------------------------- |
| Corinthians/São Caetano (2º título) |

## Classificação Geral
| Pos | Times                   | Pts | J | V | E | D | GP | GC | SG  | %  | Classificação ou rebaixamento                                       |
| --- | ----------------------- | --- | - | - | - | - | -- | -- | --- | -- | ------------------------------------------------------------------- |
| 1   | Corinthians/São Caetano | 13  | 6 | 4 | 1 | 1 | 15 | 10 | +5  | 72 | Finalistas                                                          |
| 2   | Carlos Barbosa          | 13  | 6 | 4 | 1 | 1 | 22 | 9  | +13 | 72 | Finalistas                                                          |
| 3   | Krona Futsal            | 10  | 5 | 3 | 1 | 1 | 14 | 10 | +4  | 66 | Eliminados nas semifinais                                           |
| 4   | V&M Minas               | 10  | 5 | 3 | 1 | 1 | 15 | 6  | +9  | 66 | Eliminados nas semifinais                                           |
| 5   | Malwee/Cimed            | 6   | 4 | 2 | 0 | 2 | 14 | 12 | +2  | 50 |                                                                     |
| 6   | Copagril/Faville        | 4   | 4 | 1 | 1 | 2 | 8  | 7  | +1  | 33 |                                                                     |
| 7   | Moita Bonita            | 4   | 4 | 1 | 1 | 2 | 7  | 10 | -3  | 33 |                                                                     |
| 8   | A.D. Tigre              | 3   | 4 | 1 | 0 | 3 | 3  | 8  | -5  | 25 |                                                                     |
| 9   | Horizonte Futsal Clube  | 3   | 4 | 1 | 0 | 3 | 7  | 13 | –6  | 25 | Zona de rebaixamento à 1ª Divisão da Taça Brasil de Futsal de 20111 |
| 10  | Macau                   | 0   | 4 | 0 | 0 | 4 | 3  | 23 | -20 | 0  | Zona de rebaixamento à 1ª Divisão da Taça Brasil de Futsal de 20111 |

1Rebaixamento das federações que possuem seus representantes escolhidos de acordo com seus campeonatos locais.